# Vladislav Polyakov
Vladislav Vitalyevich Polyakov (en russe : Владислав Витальевич Поляков, né le 30 novembre 1983 à Petropavl) est un nageur kazakh, spécialiste de la brasse.

## Biographie
Durant son enfance, sa famille vient vivre à Moscou. Il commence la natation avec le club CSKA Red Army, mais l'entraînement le fatigue au cours du temps et le rend malade mentalement. Au point d'abandonner la natation, il se rend aux États-Unis pour aller visiter des amis. Il y rencontre notamment Michael Goldenberg, entraîneur russe de water-polo qui le présente à Michael Lohberg, qui le laisse s'entraîner au Coral Springs Aquatic Center. 
Aux Jeux olympiques d'été de 2004, il finit cinquième du 100 m brasse et du 200 m brasse. Plus tard dans l'année, aux Championnats du monde en petit bassin, il décroche la médaille de bronze sur le 100 m brasse et le 200 m brasse.
Aux Jeux asiatiques de 2006, il gagne trois médailles dont l'or au 50 m brasse et le bronze au 100 m et 200 m brasse.
Aux Championnats du monde en petit bassin 2006, il remporte le titre au 200 m brasse.
Aux Jeux asiatiques de 2010, il remporte la médaille d'argent au 100 m brasse et la médaille de bronze au relais 4 × 100 m quatre nages.
Il prend sa retraite sportive après les Jeux olympiques d'été de 2012 où il se classe 34e des séries du 100 m brasse.